# Высокое (Пителинский район)
Высокое — село в Пителинском районе Рязанской области. Входит в Нестеровское сельское поселение.

## География
Находится в северо-восточной части Рязанской области на расстоянии приблизительно 16 км на юго-запад по прямой от районного центра поселка Пителино на левом берегу речки Пёт.

## История
Во второй половине XVIII века было известно как деревня, владение князя Ф.Урусова. В 1862 году здесь (тогда деревня Высоково Елатомского уезда Тамбовской губернии) было учтено 63 двора. В 1909 году стало селом (местная церковь не сохранилась).

## Население
Численность населения: 567 человек (1862 год), 1079 (1914), 99 в 2002 году (русские 95 %), 58 в 2010.